# Hans-Michael Bock
Pour les articles homonymes, voir Bock (homonymie).
Hans-Michael Bock (né le 5 juillet 1947 à Wilhelmshaven) est un historien du cinéma, cinéaste, traducteur et journaliste allemand.

## Biographie
Hans-Michael Bock est l'éditeur de l'encyclopédie à feuilles mobiles CineGraph – Lexikon zum deutschsprachigen Film, publiée depuis 1984 et considérée au niveau international comme une œuvre biofilmographique standard.
Le travail sur le lexique donne naissance au CineGraph - Centre hambourgeois de recherche cinématographique (de), dont Bock est membre du conseil d'administration et qui donne une impulsion importante avec de nombreuses publications sur l'histoire du cinéma allemand et européen. Un congrès international d'histoire du cinéma se tient chaque année depuis 1988. Cela devient Cinefest - Festival international du patrimoine cinématographique allemand (de), Hambourg - Berlin - Prague - Udine - Vienne - Wiesbaden - Zurich, organisé depuis 2004 par CineGraph et les Archives cinématographiques des Archives fédérales et dirigé par Bock.

## Filmographie
- 1972 : Fritz Rasp raconte. Documentaire télévisé. Avec Rudolf Körösi (de).
- 1972 : 18 Bilder mit der Hand. Kameramänner des deutschen Stummfilms. Documentaire télévisé. Avec Rudolf Körösi.
- 1981 : Hans Feld raconte (de). Entretien. Collection de matériel vidéo. Avec Werner Sudendorf.
- 1985 : Tabus von Vorgestern. Documentaire télévisé. Réalisation sous le pseudonyme de Werner Goldmann.
- 1989 : Das Cabinet des Erich Pommer. Ein Produzent macht Filmgeschichte. Documentaire télévisé. En collaboration avec Ute T. Schneider.
- 1997 : Der komische Kintopp. Premières comédies allemandes. Série télévisée, 6 épisodes. Compilation de courts métrages de 1908 à 1919.